# Facel Vega Facellia
La Facel Vega Facellia (type FA) est une voiture sportive française produite entre 1960 et 1963. Elle est née du désir de Jean Daninos de créer un modèle de plus petite taille pouvant s’aligner avec les Alfa Romeo, Porsche et Triumph qui étaient alors les références sportives dans la gamme des cylindrées moyennes.
Mise à l'étude dès 1957, elle est présentée au Musée Jacquemart-André à Paris en septembre 1959. Son parrain n’est autre que le pilote britannique Stirling Moss, déjà client de la marque. Enfin, elle est l’une des grandes nouveautés du Salon de Paris d'octobre 1959.
Homologuée en mars 1960, les premières livraisons intervenant durant l’été, elle est tout d’abord déclinée en cabriolet puis coupé 4 places et coupé 2+2, élégante carrosserie se présentant comme un cabriolet au hard top soudé.

## Technique

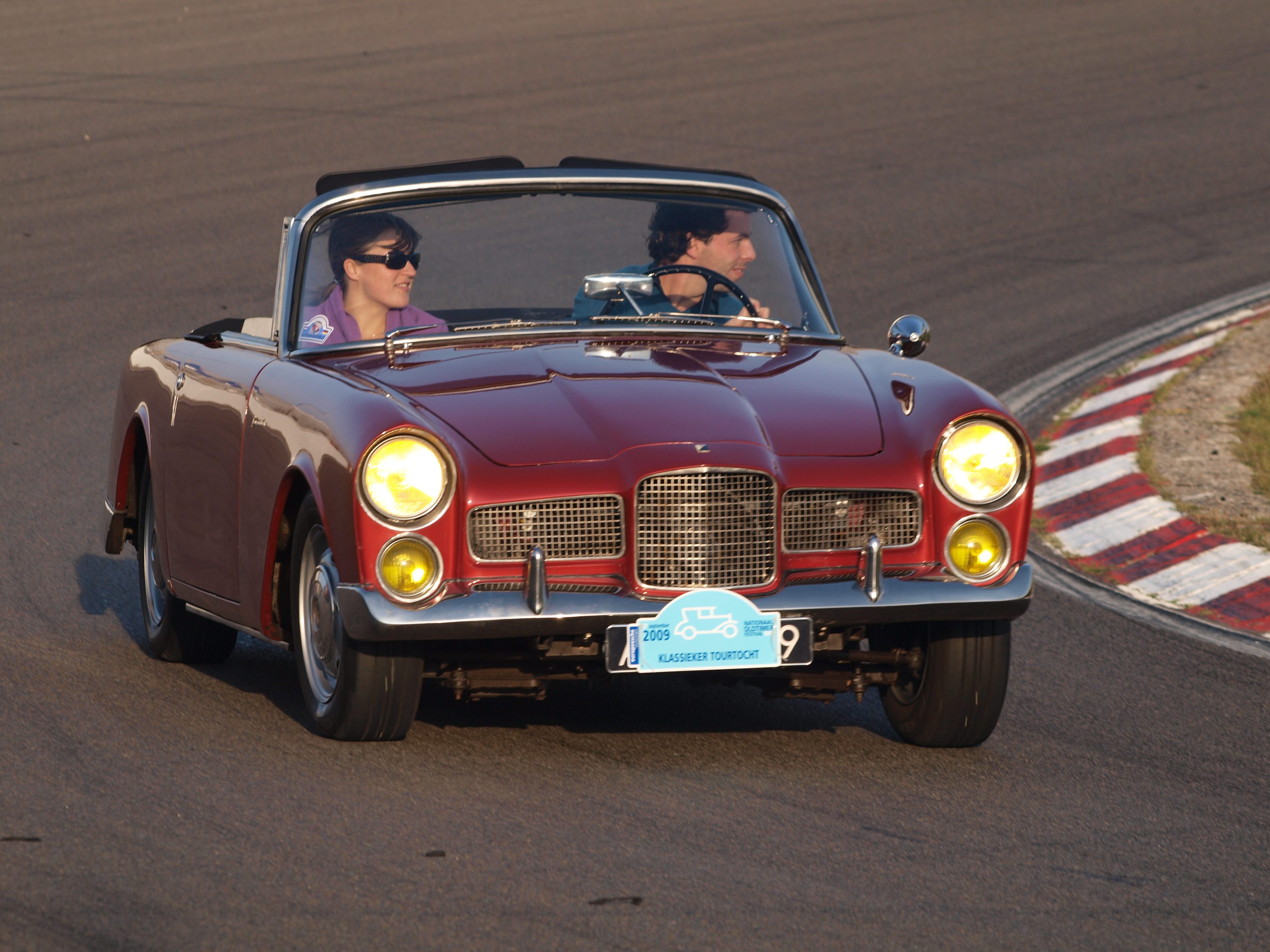
Facel Vega Facellia cabriolet type FA.

Reprenant dans les grandes lignes les caractéristiques techniques des grosses Facel Vega à moteur V8, la Facellia ést équipée d’un châssis tubulaire, d’une coque soudée en acier, d’une suspension avant indépendante et d’un pont arrière rigide. Contrairement à ses sœurs à moteur V8, ses dimensions sont ramenées à des normes plus « européennes ». La direction utilise un boîtier Gemmer à vis et à galet. Enfin, on note le montage en série des freins à disques Dunlop.
Cependant la grande nouveauté se situe sous le capot. L’usine n’obtenant pas de licence d’importation pour un moteur étranger, il est décidé de se tourner vers la société Pont-à-Mousson qui fournit déjà les excellentes boîtes de vitesses des modèles V8. Cette société possède déjà dans ses cartons l’étude d’un moteur 6 cylindres 2,8 litres double arbre à cames en tête réalisé par l’ingénieur italien Carlo Marchetti.
À partir de ce moteur fut dérivé un 4 cylindres 1,6 litre répondant parfaitement au cahier des charges initial. Un bloc en fonte et culasse double arbre en aluminium développait 115 ch à 6 400 tr/min et autorisant ainsi à la voiture  de brillantes performances.
Malheureusement, les premiers véhicules livrés accusent des problèmes de mise au point moteur, entraînant des casses répétées. L’usine procède alors immédiatement à des échanges standard sous garantie. Cette opération mit à mal la trésorerie et la réputation de la marque fut dégradée.
La version 105 ch, la dernière sortie en septembre 1961, pourtant fiabilisée, ne suffira pas à sauver le modèle.

## Évolution

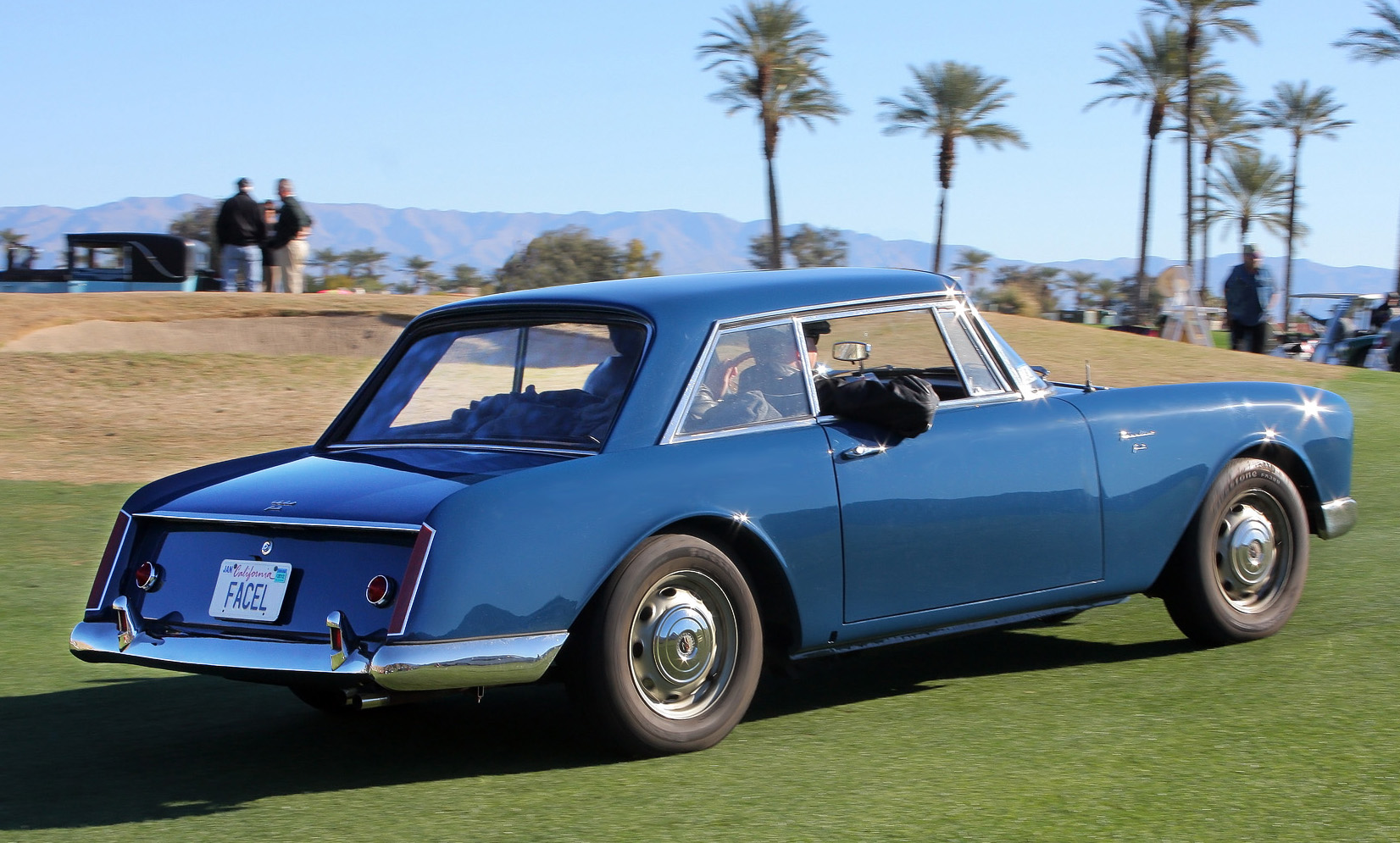
Facel Vega Facellia 1961 coupé type F2.

Des améliorations sont apportées au moteur afin de pallier rapidement ces problèmes. C’est ainsi que la Facellia F2 est introduite dès 1961. La mécanique est alors entièrement revue par la société le Moteur Moderne pour accroître la fiabilité et le refroidissement.
Par la même occasion, les phares doubles sont progressivement remplacés par les phares Marchal Mégalux identiques à ceux de la Facel II et le tableau de bord profite du revêtement en faux bois des modèles V8 au lieu du cuir.
Au Salon de Paris 1961, l’ultime évolution apparait. La Facellia F2B subit quelques légères modifications (poignées de porte, trappe à essence entre autres), le montage des phares Marchal Mégalux devient de série et le taux de compression du moteur est diminué.
Le catalogue fait également mention d'une version affûtée appelée F2S (Sport) qui diffère par le montage de deux carburateurs Weber horizontaux et d'un taux de compression de 9,6:1. La puissance passe désormais à 126 ch. Avec des carénages de phares en plexiglas, l'auto atteint une vitesse de 194 km/h. Bien qu'officiellement annoncée à la presse, il semble que cette version n'ait jamais été commercialisée.

## En compétition
Seule Facel-Vega ayant participé à des courses, la Facellia remporte quelques victoires dans sa catégorie. Maurice Gatsonides et Louis Van Noordwijk s'illustrent à son volant dans le Rallye Monte-Carlo 1961. En juin, la Facellia est en tête des « plus de 1 600 cm3 » au Rallye de Lorraine grâce à l'équipage Hazard/Loberteau et peu après, au Tour de France Automobile 1961 grâce à Annie Soisbault et Michèle Cancre. En 1962, Poirot/Hazard terminent second dans leur classe au Rallye Monte-Carlo .

## Cinéma
- On retrouve le modèle Facellia (Type F2B) cabriolet 2 places en livrée bleu capri dans le film OSS 117 : Le Caire Nid d'Espions de Michel Hazanavicius conduite par Bérénice Béjo et Jean Dujardin (bien que l'action du film se situe en 1955).
- Le commissaire Swan Laurence utilise une Facellia (type FA) coupé 2+2 rouge métallique dans la série télévisée Les Petits Meurtres d'Agatha Christie, saison 2 (2013-2020).
- On aperçoit une Facellia (type FA) cabriolet, de couleur Silver Grey, dans la série télévisée Speakerine (2018) conduite par Éric Jauffret (Grégory Fitoussi).